# 7,8-二羟基-4'-甲氧基异黄酮
7,8-二羟基-4'-甲氧基异黄酮（7,8-Dihydroxy-4′-methoxyisoflavone）是一种O-甲基化黄酮类化合物，分子式C16H12O5，存在于香豆樹（Dipteryx odorata）、微凹黃檀（Dalbergia retusa）、亮叶崖豆藤（Millettia nitida）等植物乃至朝鲜槐（Maackia amurensis）的细胞培养物中。